# Carlos Hernández (pugile)
Carlos Enrique Hernández Ramos, detto El Morocho (Caracas, 22 ottobre 1939 – Caracas, 2 luglio 2016), è stato un pugile venezuelano.
Fu Campione del mondo dei superleggeri (1965-1966), prima di essere spodestato da Sandro Lopopolo.

## Biografia
Professionista dal 1959, il 17 marzo 1960 batté per Kot il futuro campione mondiale dei pesi piuma, Davey Moore, in un combattimento al limite dei 59 kg (pesi superpiuma). Il 5 luglio 1960 divenne campione venezuelano dei leggeri battendo Vicente Rivas, futuro sfidante di Sandro Lopopolo per il titolo mondiale, per Ko all'ottava ripresa.
Subì la prima sconfitta il 12 giugno 1961, a Caracas, da Eddie Perkins, che incontrerà ancora nel prosieguo della carriera. L'anno dopo costrinse al knock-out tecnico alla prima ripresa l'italiano Paolo Rosi, convincendolo ad abbandonare la boxe. Il 22 giugno 1964 fu sconfitto per Kot al settimo round, dal futuro Campione del Mondo dei welter José Nápoles.
Il 18 gennaio 1965, Hernández conquistò il titolo mondiale dei pesi superleggeri ai punti, sempre a Caracas, proprio contro Perkins che, nel frattempo era riuscito a sconfiggere addirittura Duilio Loi. Il verdetto fu molto contestato. L'arbitro statunitense Henry Armstrong, infatti, aveva assegnato la vittoria a Perkins con ben undici punti di vantaggio; i due giudici venezuelani, invece, al loro connazionale, rispettivamente per uno e quattro punti.
Difese il titolo il 15 maggio 1965, a Caracas, contro il colombiano Mario Rossito, che sconfisse per abbandono alla quarta ripresa e a Kingston, contro Percy Hale (vittoria per KO al terzo round).
Il 29 aprile 1966, al Palazzo dello Sport di Roma, Hernández cedette il titolo, ai punti, all'italiano Sandro Lopopolo. L'incontro non fu a senso unico. Lopopolo fu leggermente ferito alla prima ripresa dal venezuelano ma ribatté colpo su colpo agli attacchi, innervosendo il campione in carica. La settima ripresa fu nettamente vinta dal milanese e, successivamente, Hernández fu richiamato ufficialmente per scorrettezze. All'ultima ripresa, pur molto stanco, fece appello all'orgoglio e mandò al tappeto l'italiano che, però si rialzò prontamente e terminò l'incontro. I due giudici videro Lopopolo vittorioso per tre punti, mentre l'arbitro si era espresso per il pari. 
Carlos Hernández tentò di riconquistare il titolo mondiale ma perse largamente ai punti a Buenos Aires contro il campione mondiale WBA, l'argentino Nicolino Locche.  
Il "Morocho" pose fine alla sua carriera di successi ed eccessi dopo aver affrontato, l'11 maggio 1971 a Londra, lo scozzese Ken Buchanan, perdendo per Kot all'ottavo round.